# Such a Shame
Such a Shame è un brano musicale dei Talk Talk, scritto e composto da Mark Hollis, inserito nel secondo album del gruppo It's My Life del 1984.

## Storia
Pubblicato dalla EMI nel 1984, è stato il secondo singolo estratto dall'album, il primo è l'omonimo It's My Life. La celebre copertina, raffigurante uno scorpione su due dadi, è di James Marsh.
Nel 1990, una ristampa della versione del 1984, denominata "original version", è stata inserita dalla EMI nella compilation su CD Natural History: The Very Best of Talk Talk e nei singoli da essa estratti, nonostante il parere di Hollis, contrario alle raccolte antologiche.

Il testo è ispirato al romanzo L'uomo dei dadi di Luke Rhinehart (pseudonimo di George Cockcroft), uno dei libri preferiti di Hollis.
(Mark Hollis)

## Successo e classifiche
La versione originale del singolo è stata un successo tra il 1984 e il 1985, raggiungendo la top ten di numerose classifiche europee e la prima posizione in qualche paese. Soltanto nel Regno Unito fu quasi ignorata, ma non negli USA e in altri stati oltreoceano.
| Classifica (1984)                     |                          | Posizione massima | Settimane in classifica |
| ------------------------------------- | ------------------------ | ----------------- | ----------------------- |
| Svizzera                              | Svizzera (bandiera)      | 1                 | 16                      |
| Germania                              | Germania (bandiera)      | 2                 | 23                      |
| Austria                               | Austria (bandiera)       | 2                 | 12                      |
| Italia                                | Italia (bandiera)        | 4                 | 11(*)                   |
| Francia                               | Francia (bandiera)       | 7                 | 23                      |
| Paesi Bassi                           | Paesi Bassi (bandiera)   | 9                 | 9                       |
| Billboard Hot 100 Hot Dance Club Play | Stati Uniti (bandiera)   | 89 12             | —                       |
| Belgio (Vallonia)                     | Belgio (bandiera)        | 13                | 7                       |
| Nuova Zelanda                         | Nuova Zelanda (bandiera) | 39                | 3                       |
| Regno Unito                           | Regno Unito (bandiera)   | 49                | 6                       |

(*) Dal 15/9/1984 al 24/11 in classifica senza mai scendere sotto il decimo posto.

## Video musicale
Il leader del gruppo, Mark Hollis, si esibisce, grazie alle sequenze di scene spezzate, cambiando rapidamente il colore dei vestiti e ballando battendosi la testa con le mani per mostrare "vergogna", come dice il titolo della canzone. Sullo sfondo sono inquadrati una cabina telefonica, una panchina con un ponte, una scuola e la band che suona con i propri strumenti. Nel momento in cui sullo sfondo, alle spalle del cantante, si vede lui stesso che cammina sul marciapiede, viene creato un notevole effetto, per esempio sulla carrozza trainata da cavalli, ottenuto non semplicemente accelerando il video o sue porzioni, bensì in un'unica ripresa Mark Hollis si muove in maniera estremamente lenta, cercando di mantenere una linearità nei movimenti. Successivamente il video viene accelerato portando i suoi movimenti ad una velocità "naturale" con il risultato che tutti gli altri elementi in movimento presenti nella scena risultano sproporzionatamente veloci.
I ricorrenti temi del dado e della vergogna potrebbero essere collegati: come in una sorta di denuncia del gioco d'azzardo oppure come riferimento ad un destino di cui siamo e non siamo gli artefici. In alcuni passaggi, infatti, il testo parla proprio di dadi e destino, di destino e mani tremanti, e, alla fine, di vergogna.
Inoltre, mentre durante le prime due strofe Hollis sembra entusiasta e felice, a partire dal secondo ritornello diventa invece più serio, per poi tornare allegro e scherzoso nella scena finale.
Il dado da gioco, che compare nel video disegnato in computer grafica, è concepito in modo errato; infatti la somma delle facce opposte di un dado dovrebbe essere sempre uguale a 7, mentre qui vengono mostrate le coppie 2 con 3, 4 con 5 e, unica esatta, 6 con 1.
- Video musicale ufficiale, su YouTube. URL consultato il 25 gennaio 2014.

## Tracce
1984 - Singolo 7" (EMI UK 5433)

Lato A
1. Such a Shame – 3:59 (Mark Hollis)

Lato B
1. Again, a Game... Again – 4:06 (Mark Hollis)

1984 - Maxi singolo 12" (12EMI UK 5433)

Lato A
1. Such a Shame (Extended Version) – 6:54

Lato B
1. Such a Shame (Album Version) – 5:43
2. Again, a Game... Again – 4:06

1984 - Maxi singolo 12" (EMI 16 2002846)

Lato A
1. Such a Shame (US Version) – 6:22

Lato B
1. It's My Life (US Version) – 6:14

1984 - Maxi singolo promo 12" US (EMI America SPRO 9155)

Lato A
1. Such a Shame (Extended Mix) – 6:21

Lato B
1. Such a Shame (Single Version) – 4:30
2. Such a Shame (Dub Mix) – 6:23

1990 - Singolo 7" (EMI UK 20 4018 7, Parlophone R6276)

Lato A
1. Such a Shame (Original Version) – 4:28

Lato B
1. Dum Dum Girl (live Montreux Jazz Festival 1986) – 3:39 (testo: Mark Hollis – musica: Tim Friese-Greene, Mark Hollis)

1990 - Maxi singolo 12" (EMI UK 20 4139 6, Parlophone 12R6276)

Lato A
1. Such a Shame (Gary Miller Remix) – 5:40

Lato B
1. Such a Shame (Original Version) – 4:28
2. Dum Dum Girl (live Montreux Jazz Festival 1986) – 3:39

## Formazione
- Mark Hollis - voce, chitarra
- Lee Harris - batteria
- Paul Webb - basso
- Tim Friese-Greene - tastiere

Musicisti ospiti
- Robbie McIntosh - chitarra
- Ian Curnow - tastiere
- Morris Pert - percussioni
- Phil Ramacon - pianoforte

## Cover
- 2002 - Della cantante tedesca Sandra sia in CD singolo (pubblicato il 25 marzo), sia nell'album The Wheel of Time.
- 2008 - Del gruppo industrial Gothic metal tedesco degli Atrocity nella raccolta Werk 80 II.

## Colonne sonore
Negli anni ottanta il brano è stato utilizzato in Italia per un noto spot pubblicitario dell'autovettura Peugeot 205.
- Spot originale, su YouTube. URL consultato il 10 giugno 2014.